# Cầu ly
Cầu ly (danh pháp khoa học: Cautleya gracilis) là một loài thực vật có hoa trong họ Gừng.

## Phân loại
C. gracilis được James Edward Smith mô tả lần đầu tiên năm 1822 dưới danh pháp Roscoea gracilis. Năm 1932, James Edgar Dandy chuyển nó sang chi Cautleya. Tính từ định danh gracilis nghĩa là "mỏng, thanh mảnh, thanh nhã".
Roscoea elatior cũng được James Edward Smith mô tả lần đầu tiên năm 1822, hiện nay được coi là danh pháp đồng nghĩa của C. gracilis var. gracilis.
C. lutea được John Forbes Royle mô tả lần đầu năm 1839 dưới danh pháp Roscoea lutea, cũng như C. cathcartii được John Gilbert Baker mô tả lần đầu tiên năm 1890 hiện nay đều được coi là danh pháp đồng nghĩa của C. gracilis,, tương ứng với 2 thứ là C. gracilis var. gracilis và C. gracilis var. robusta.

## Các thứ
Hiện nay, người ta công nhận 2 thứ của loài này:
- C. gracilis var. gracilis (đồng nghĩa: C. lutea (Royle) Hook.f., 1888) – Nguyên chủng, thường ít hơn 10 hoa trong một cành hoa lỏng lẻo, lá bắc che phủ dưới 2/3 đài hoa.[15]
- C. gracilis var. robusta (K.Schum.) Sanjappa, 1989 (đồng nghĩa: C. lutea var. robusta K.Schum., 1904, C. cathcartii Baker, 1890) – thường nhiều hơn 10 hoa trong một cành hoa dày dặc, lá bắc che phủ 2/3 đài hoa.[15]

### C. gracilisvar.gracilis

#### Tên gọi thông thường
Tên gọi trong tiếng Việt: cầu ly, được tìm thấy ở Sa Pa. Tên gọi trong tiếng Trung: 距药姜 (cự dược khương).

#### Phân bố
Thung lũng ẩm ướt hoặc biểu sinh trên cây; ở cao độ 900 - 3.100 m tại miền bắc Ấn Độ (Kashmir, Sikkim, vùng đồi Khasi), Bhutan, Myanmar, Nepal, miền bắc Thái Lan, miền nam Trung Quốc (Tứ Xuyên, Tây Tạng, Vân Nam), miền bắc Việt Nam.

#### Mô tả
Thân giả 25–80 cm, thanh mảnh, gốc với các lá không phiến lá. Lá 4-6, không cuống ít hay nhiều; bẹ lá màu trắng ánh lục hoặc có đốm đỏ tía; lưỡi bẹ ~2 mm, dạng màng, đỉnh thuôn tròn; phiến lá mặt gần trục màu xanh lục, mặt xa trục lá thường màu tía hoặc xanh lục, hình mũi mác hoặc hình mũi mác thuôn dài, 6-18 × 1,5–6 cm, nhẵn nhụi, gốc thuôn tròn hoặc thon nhỏ dần, đỉnh hình đuôi-nhọn. Cành hoa 2-10 hoa lỏng lẻo; cán hoa màu đỏ, hơi ngoằn ngoèo; lá bắc màu xanh lục, hình mũi mác, ngắn hơn đài hoa. Đài hoa màu tía đỏ, 1,5–2 cm, xẻ sâu ở 1 bên, đỉnh có răng cưa nhỏ. Ống tràng hơi thò ra từ đài hoa; các thùy màu vàng tươi, hình mũi mác, 1,5–2 cm. Các nhị lép bên mọc thẳng, hình cánh hoa. Cánh môi hình trứng ngược, dài bằng các thùy tràng hoa, đỉnh có 2 khe đến dưới đoạn giữa. Chỉ nhị cong, ~2 cm. Bầu nhụy nhẵn nhụi. Quả nang màu đỏ, hình cầu, đường kính ~8 mm; mảnh vỏ uốn ngược, bên trong màu đỏ. Hạt màu đen, có góc cạnh; không áo hạt. Ra hoa tháng 8-9, tạo quả tháng 9-11.

### C. gracilisvar.robusta

#### Tên gọi thông thường
Tên gọi trong tiếng Trung: 多花距药姜 (đa hoa cự dược khương).

#### Phân bố
Nền rừng; ở cao độ 1.700 - 2.500 m tại miền bắc Ấn Độ (Sikkim), Nepal và miền nam Trung Quốc (nam Tây Tạng, huyện Nyalam).

#### Mô tả
Thân giả màu ánh tía, 45–55 cm. Lá không cuống ít hay nhiều; lưỡi bẹ 5–6 mm, dạng màng, đỉnh thuôn tròn hoặc cắt cụt; phiến lá hình mũi mác hoặc hình mũi mác thuôn dài, 10-20 × 1,5–4 cm, nhẵn nhụi, gốc gần thuôn tròn hoặc thon nhỏ dần, đỉnh hình đuôi. Cành hoa 15-20 hoa hoặc nhiều hơn; lá bắc màu xanh lục, thuôn dài, ngắn hơn đài hoa. Hoa màu da cam. Đài hoa hình chùy, tới 2 cm, đỉnh 2 răng, nhẵn nhụi. Ống tràng ~2,5 cm; các thùy ~1,2 cm. Nhị lép bên hình cánh hoa. Cánh môi ~2,5 cm, mép quăn, đỉnh 2 khe. Quả nang màu đỏ, đường kính ~6 mm. Hạt có góc cạnh; áo hạt màu trắng, nhỏ. Ra hoa tháng 6.

## Gieo trồng
Cautleya gracilis được trồng làm cây cảnh trong vườn. Ở vùng trung du nước Anh, nó là loài cây chịu lạnh ngoài trời, và người ta khuyến cáo nên có lớp bổi che phủ vào mùa đông. Nó cần loại đất giữ ẩm, giàu mùn, tránh nhiều ánh nắng mặt trời.
Một số bộ sưu tập của nguyên chủng C. gracilis var. gracilis được gieo trồng. Dạng được trồng dưới số sưu tập CCW 106 cao khoảng 45 cm (18 in) với lá hẹp có màu đỏ ở mặt dưới và thường có 7 hoa màu vàng. Dạng BWJ 7843 có lá rộng hơn (đến 5 cm (2 in)) và hoa màu vàng anh thảo.
C. gracilis var. robusta cũng được gieo trồng. Nó thường có 15-20 hoa, màu da cam hoặc vàng tươi. Một giống cây trồng là 'Tenzing's Gold' cao khoảng 45 cm (18 in), với cành hoa dài 15–20 cm (6–8 in).